# Epimastidia kapaura
Epimastidia kapaura är en fjärilsart som beskrevs av Hans Fruhstorfer. Epimastidia kapaura ingår i släktet Epimastidia och familjen juvelvingar. Inga underarter finns listade i Catalogue of Life.